# تيغري (بوينس آيرس)
تيغري، مقاطعة بوينس آيرس (بالإسبانية: Tigre, Buenos Aires Province)‏ هي منطقة سكنية تقع في الأرجنتين في Tigre Partido. يقدر عدد سكانها بـ 31,106 نسمة وترتفع عن سطح البحر 2 متر.

## أعلام
- هوغو غاراي
- خورخي لونا
- خوان بابلو فيرنانديز
- أنتونيو راتين
- خورخي رودريغو باريوس